# Lions Gibraltar FC
Lions Gibraltar FC ist ein Amateur-Fußballverein aus Gibraltar. Er spielt in der Gibraltar Eurobet Division, der höchsten Spielklasse Gibraltars.  

## Geschichte
Der Verein wurde im Jahr 2011 aus der Fusion von Gibraltar United FC und Lions FC gebildet. Er spielt seit der Saison 2011/12 in der höchsten Spielklasse.

## Kader der Saison 2024/25
Stand: 31. Juli 2024
| Nr. |             | Position | Name            |
| --- | ----------- | -------- | --------------- |
| 3   | Gibraltar   | ST       | Evan Green      |
| 6   | Gibraltar   | AB       | Shea Breakspear |
| 9   | Gibraltar   | MF       | Kiri McGrail    |
| 15  | England     | MF       | Ben Seaton      |
| 22  | Gibraltar   | AB       | Leon Payas      |
| 28  | Gibraltar   | MF       | Hatim Smith     |
| 30  | Gibraltar   | MF       | Alan Parker     |
|     | Deutschland | ST       | Patrick Dulleck |
|     | Deutschland | MF       | Leon Volz       |
|     | Osterreich  | ST       | Milan Ziric     |
|     | Polen       | TW       | Konrad Skuza    |

| Nr. |                    | Position | Name                   |
| --- | ------------------ | -------- | ---------------------- |
|     | Schottland         | ST       | Connor Flynn-Gillespie |
|     | England            | ST       | Mikael Ndjoli          |
|     | England            | AB       | Connor Peters          |
|     | Deutschland        | MF       | Nico Theisinger        |
|     | Gibraltar          | MF       | Kye Livingstone        |
|     | England            | TW       | Adam Stevens           |
|     | Nigeria            | MF       | Temilola Awoyale       |
|     | Vereinigte Staaten | MF       | Greyson Basso          |
|     | Algerien           | AB       | Adam Hamdi             |
|     | England            | MF       | Harvey Welch           |

## Statistik
| Saisons   | Div. | Līga             | Platz | web    |         |
| --------- | ---- | ---------------- | ----- | ------ | ------- |
| 2013–2014 | 1.   | Premier Division | 6.    | [ 2 ]  |         |
| 2014–2015 | 1.   | Premier Division | 8.    | [ 3 ]  |         |
| 2015–2016 | 1.   | Premier Division | 4.    | [ 4 ]  |         |
| 2016–2017 | 1.   | Premier Division | 8.    | [ 5 ]  |         |
| 2017–2018 | 1.   | Premier Division | 8.    | [ 6 ]  |         |
| 2018–2019 | 1.   | Premier Division | 9.    | [ 7 ]  |         |
|           |      |                  |       |        |         |
| 2019–2020 | 1.   | National League  | P.    | [ 8 ]  | Pandemi |
| 2020–2021 | 1.   | National League  | 6.    | [ 9 ]  |         |
| 2021–2022 | 1.   | National League  | 11.   | [ 10 ] |         |
| 2022–2023 | 1.   | National League  | 9.    | [ 11 ] |         |
| 2023–2024 | 1.   | National League  | 10.   | [ 12 ] |         |